# Jaapiella karkarensis
Jaapiella karkarensis är en tvåvingeart som beskrevs av Fedotova 1997. Jaapiella karkarensis ingår i släktet Jaapiella och familjen gallmyggor. Inga underarter finns listade i Catalogue of Life.